# ایان ادموندز
ایان ادموندز (انگلیسی: Ian Edmunds؛ زادهٔ ۲۵ اوت ۱۹۶۱) ورزشکار روئینگ اهل استرالیا است.
وی در مسابقات کشوری و بین‌المللی در مجموع برندهٔ ۲ مدال برنز شده‌است.